# Kirchenkreis Köln-Nord
Der Evangelische Kirchenkreis Köln-Nord ist einer der 37 Kirchenkreise der Evangelischen Kirche im Rheinland. Er erstreckt sich über die nördlichen Stadtteile von Köln (Stadtbezirke Chorweiler und Ehrenfeld ganz, dazu Teile von Nippes und Lindenthal) sowie den nördlichen Teil des Rhein-Erft-Kreises. Derzeit (Stand Juni 2023) umfasst er 15 Kirchengemeinden.
Gemeinsam mit den drei anderen Kölner Kirchenkreisen bildet er den Evangelischen Kirchenverband Köln und Region.

## Geschichte
Das Gebiet des heutigen Kirchenkreises gehörte in der Frühen Neuzeit überwiegend zu Kurköln oder zum Herzogtum Jülich. Wo sich dort in der Frühen Neuzeit evangelische Gemeinden bilden konnten, gingen sie im Zuge der Gegenreformation zumeist wieder unter. Die ältesten evangelischen Kirchengemeinden der Region, Frechen und Kirchherten, gehören selbst nicht (mehr) zum Kirchenkreis, aber die Gemeinden im westlichen und südlichen Teil des Kirchenkreises sind großenteils aus ihnen hervorgegangen. Die älteste Gemeinde im Norden des Kirchenkreises ist die 1835 vor allem zur Betreuung der Arbeitsanstalt gegründete Kirchengemeinde Brauweiler. Im Südosten wurde die 1878 von der Kirchengemeinde Köln abgetrennte Kirchengemeinde Ehrenfeld zur Muttergemeinde der weiteren Gemeinden.
Nachdem das Gebiet 1815 in die preußische Provinz Jülich-Kleve-Berg (ab 1822 mit der Provinz Großherzogtum Niederrhein zur Rheinprovinz vereinigt) gekommen war, wurden die reformierten und lutherischen Gemeinden des Umlandes von Köln 1817 zum Kirchenkreis Mülheim am Rhein (nach damaligem Sprachgebrauch zur Synode Mülheim am Rhein) zusammengefasst. Dieser Kirchenkreis wurde 1892 in die Kirchenkreise Köln und Bonn geteilt. Der Kirchenkreis Köln wurde 1964 in die Kirchenkreise Köln-Mitte, Köln-Nord, Köln-Rechtsrheinisch und Köln-Süd aufgeteilt.

## Leitung
Die Leitung des Kirchenkreises liegt rheinischem Kirchenrecht gemäß bei der Kreissynode, die in der Regel zweimal im Jahr tagt, beim Kreissynodalvorstand und beim Superintendenten. Seit April 2008 amtiert Markus Zimmermann als Superintendent.

## Mitgliederstatistik
Am 1. Januar 2021 gehörten 68.700 Gemeindeglieder (= 14,6 % der Bevölkerung) zum Kirchenkreis Köln-Nord. Am 27. Mai 1987 waren es 86.600 Gemeindeglieder (= 21,1 %) gewesen.

## Kirchengemeinden und Kirchengebäude
Folgende Städte und Landkreise sind teilweise oder insgesamt Bestandteil des Kirchenkreises und werden in der Liste mit Abkürzungen gekennzeichnet:
- Köln
- REK: Rhein-Erft-Kreis

Unter den Bauwerken befinden sich umgewidmete Gebäude, die weiterhin im kirchlichen Rahmen oder privatwirtschaftlich genutzt werden.

### Gebäude in kirchlicher Nutzung
| Ort                         | Kirchengemeinde                                             | Kirche                                | Kreis | Bauzeit Fertigst.          | Besonderheiten                                                                                          | Abbildung |
| --------------------------- | ----------------------------------------------------------- | ------------------------------------- | ----- | -------------------------- | --- | --------- |
| Bedburg                     | Evangelische Kirchengemeinde Bedburg-Niederaußem-Glessen    | Friedenskirche                        | REK   | 1958                       | |           |
| Bedburg-Kaster              | Evangelische Kirchengemeinde Bedburg-Niederaußem-Glessen    | Martin-Luther-Gemeindezentrum         | REK   | 1982–1983                  | |           |
| Bergheim-Glessen            | Evangelische Kirchengemeinde Bedburg-Niederaußem-Glessen    | Bodelschwingh-Gemeindezentrum         | REK   | 1987                       | |           |
| Bergheim-Niederaußem        | Evangelische Kirchengemeinde Bedburg-Niederaußem-Glessen    | Erlöserkirche                         | REK   | 1956–1959                  | |           |
| Bergheim-Quadrath-Ichendorf | Evangelische Trinitatis-Kirchengemeinde an der Erft         | Petrikirche                           | REK   | 1968–1969                  | |           |
| Bergheim-Zieverich          | Evangelische Trinitatis-Kirchengemeinde an der Erft         | Christuskirche                        | REK   | 1894–1895 Neubau 1950–1951 | |           |
| Elsdorf                     | Evangelische Trinitatis-Kirchengemeinde an der Erft         | Lutherkirche                          | REK   | 1954                       | |           |
| Frechen-Königsdorf          | Evangelische Christusgemeinde Brauweiler-Königsdorf         | Christuskirche                        | REK   | 1959–1960                  | |           |
| Köln-Bickendorf             | Evangelische Kirchengemeinde Bickendorf                     | Epiphaniaskirche                      | Köln  | 1963–1965                  | Sauer-Orgel von 1938 aus der aufgegebenen Markuskirche. 2014/15 um Turm und Atrium erweitert            |           |
| Köln-Bickendorf             | Evangelische Kirchengemeinde Bickendorf                     | Markuskirche                          | Köln  |                            | 1998 aufgegeben, an methodistische Gemeinde übergeben                                                   |           |
| Köln-Bilderstöckchen        | Evangelische Nathanael-Kirchengemeinde Köln-Bilderstöckchen | Nathanaelkirche                       | Köln  | 1966                       | |           |
| Köln-Bocklemünd             | Evangelische Kirchengemeinde Bickendorf                     | Auferstehungskirche                   | Köln  | 1972–1974                  | |           |
| Köln-Braunsfeld             | Evangelische Clarenbach-Kirchengemeinde Köln-Braunsfeld     | Clarenbachkirche                      | Köln  | 1951                       | |           |
| Köln-Chorweiler             | Evangelische Hoffnungsgemeinde im Kölner Norden             | Stadtkirche Chorweiler                | Köln  | 1977–1978                  | |           |
| Köln-Heimersdorf            | Evangelische Hoffnungsgemeinde im Kölner Norden             | Gemeindezentrum Magnet                | Köln  | 1966–1967                  | 2017 entwidmet und abgerissen. Durch Wohngebäude mit Gemeindesaal ersetzt                               |           |
| Köln-Ehrenfeld              | Evangelische Kirchengemeinde Ehrenfeld                      | Friedenskirche                        | Köln  | 1876                       | |           |
| Köln-Neuehrenfeld           | Evangelische Kirchengemeinde Ehrenfeld                      | Versöhnungskirche                     | Köln  | 1963–1964                  | |           |
| Köln-Ehrenfeld              | Evangelische Kirchengemeinde Ehrenfeld                      | Gemeindezentrum Stephanus             | Köln  | 1952–1953; 1966            | |           |
| Köln-Esch                   | Evangelische Kirchengemeinde Köln-Pesch                     | Jesus-Christus-Kirche                 | Köln  | 1966                       | im April 2020 abgerissen                                                                                |           |
| Köln-Junkersdorf            | Evangelische Dietrich-Bonhoeffer-Gemeinde Junkersdorf       | Dietrich-Bonhoeffer-Kirche            | Köln  | 1964–1965                  | |           |
| Köln-Longerich              | Evangelische Immanuelgemeinde Köln-Longerich                | Immanuelkirche                        | Köln  | 1957                       | |           |
| Köln-Longerich              | Evangelische Immanuelgemeinde Köln-Longerich                | Lutherkapelle                         | Köln  | 1933                       | 2010 an äthiopisch-orthodoxe Gemeinde verkauft                                                          |           |
| Köln-Mauenheim              | Evangelische Kirchengemeinde Köln-Mauenheim-Weidenpesch     | Philipp-Nicolai-Kirche                | Köln  | 1964                       | im Juni 2022 entwidmet und im November abgerissen, Orgel in Kirchenneubau in Köln-Weidenpesch überführt |           |
| Köln-Merkenich              | Evangelische Hoffnungsgemeinde im Kölner Norden             | Andreas-Kirche                        | Köln  | 1968–1969                  | im Mai 2023 entwidmet                                                                                   |           |
| Köln-Müngersdorf            | Evangelische Clarenbach-Kirchengemeinde Köln-Braunsfeld     | Kapelle am Haus Andreas               | Köln  | 1959                       | |           |
| Köln-Ossendorf              | Evangelische Kirchengemeinde Bickendorf                     | Dreifaltigkeitskirche                 | Köln  | 1960–1963                  | im März 2019 entwidmet                                                                                  |           |
| Köln-Pesch                  | Evangelische Kirchengemeinde Köln-Pesch                     | Evangelisches Gemeindezentrum Pesch   | Köln  | 1976–1977                  | |           |
| Köln-Seeberg                | Evangelische Hoffnungsgemeinde im Kölner Norden             | Evangelisches Gemeindezentrum Seeberg | Köln  |                            | verkauft und 2020 durch Wohnbebauung ersetzt                                                            |           |
| Köln-Vogelsang              | Evangelische Kirchengemeinde Bickendorf                     | Emmaus-Kirche                         | Köln  | 1955                       | |           |
| Köln-Weiden                 | Evangelische Gemeinde Weiden/Lövenich                       | Evangelische Kirche Weiden            | Köln  | 1930                       | |           |
| Köln-Weidenpesch            | Evangelische Kirchengemeinde Köln-Mauenheim-Weidenpesch     | Erlöserkirche                         | Köln  | 1951                       | |           |
| Köln-Widdersdorf            | Evangelische Kirchengemeinde Ichthys                        | Unter Gottes Gnaden                   | Köln  | 1966                       | |           |
| Köln-Worringen              | Evangelische Hoffnungsgemeinde im Kölner Norden             | Friedenskirche                        | Köln  | 1959–1961                  | |           |
| Pulheim                     | Evangelische Kirchengemeinde Pulheim                        | Gnadenkirche                          | REK   | 1953–1954                  | |           |
| Pulheim-Brauweiler          | Evangelische Christusgemeinde Brauweiler-Königsdorf         | Gnadenkirche                          | REK   | 1962–1963                  | |           |
| Pulheim-Sinnersdorf         | Evangelische Kirchengemeinde Pulheim                        | Friedenskirche                        | REK   | 1990–1991                  | |           |
| Pulheim-Stommeln            | Evangelische Kirchengemeinde Pulheim                        | Kreuzkirche                           | REK   | 1975–1976                  | |           |